# Incident de Ningbo
L'incident de Ningbo (xinès: 寧波 之 亂; japonès: 寧波 の 乱) va ser una disputa que tingué lloc l'any 1523 entre representants comercials de dos daimyōs de clans japonesos (els Ōuchi i els Hosokawa) a la ciutat de Ningbo, a la Xina dels Ming. Els Ōuchi van dur a terme pillatges i atacs contra la població local, causant danys considerables. L'agitació va provocar la interrupció del comerç entre els Ming i el Japó i va provocar un augment de la pirateria (wokou) a la costa xinesa. L'episodi també es coneix amb els noms de "el conflicte dels tributs de Ningbo" (寧波 争 貢 事件), "l'incident de Mingzhou" (明州 之 亂) o "l'incident de Sōsetsu" (宗 設 之 亂).

## Rerefons

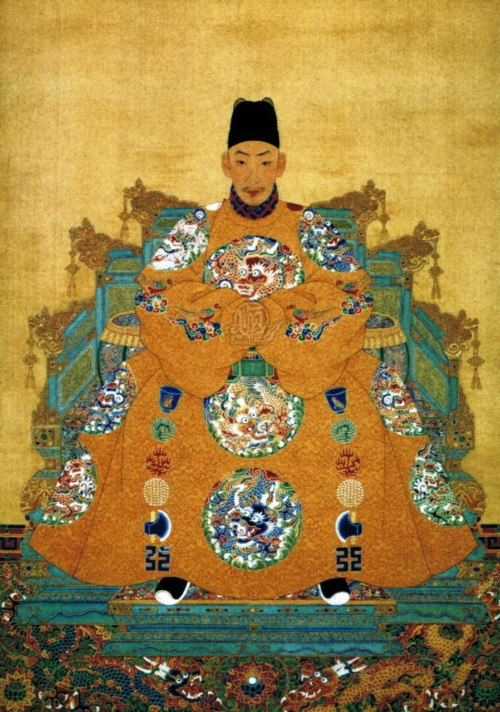
El conflicte, i el tancament de ports posterior, tingué lloc durant el mandat de l'emperador Zhengde

La Xina Ming considerava Japó com un estat tributari en el seu ordre sinocèntric mundial. Sota el sistema tributari dels Ming, el Japó podria presentar un tribut a la Cort Imperial Xinesa i ser recompensat en forma de regals per l'Emperador. Es tractava essencialment d'un intercanvi de productes japonesos per béns xinesos i, sent l'única forma legal de comerç entre la Xina i el Japó durant les prohibicions marítimes de Ming, era extremadament rendible. Als japonesos se'ls va assignar la ciutat de Ningbo com a port d'entrada a la Xina, i només aquells que havien estat designats per l'emperador estaven autoritzats oficialment a viatjar i comerciar dins dels límits de la Xina. D'aquí que el comerç Ming-Japó s'anomenés el “comerç d'alimentació” (勘 合 貿易, kangō bōeki en japonès i kānhé màoyì en xinès).
La gestió del comerç d'alimentació de la part japonesa va ser responsabilitat del "rei del Japó", com els xinesos van anomenar el shōgun Ashikaga. No obstant això, després que esclatés la guerra d'Ōnin al Japó el 1467, els shōguns Ashikaga es van reduir a tal impotència que el control del lucratiu comerç xinès es va disputar entre els vassalls nominals d'Ashikaga, el clan Hosokawa a Kyoto i el clan Ōuchi de Yamaguchi.

## El conflicte tributari
Al maig de 1523, flotes comercials tant dels clans Hosokawa com dels Ōuchi van arribar a Ningbo. La delegació Ōuchi, dirigida per Kendō Sōsetsu (謙 道 宗 設), transportaven l'encàrrec més actualitzat de l'emperador Zhengde i va arribar a Ningbo abans que la delegació de Hosokawa, dirigida per Rankō Zuisa (鸞 岡 端 佐) i Song Suqing, que transportava els antics encàrrecs del predecessor de Zhengde, Hongzhi. Malgrat això, Song Suqing va poder utilitzar les seves connexions per subornar el cap principal de l'Oficina de Comerç Marítim (市 舶 司), Lai En (賴恩), per la qual cosa la comitiva Hosokawa va ser rebuda en primer lloc i se li donà un tracte preferent. Sentint-se insultada, la comitiva Ōuchi recórrer a les armes, assassinant Rankō Zuisa, cremant el vaixell Hosokawa i perseguint Song Suqing fins als murs de Shaoxing. Davant la impossibilitat de trobar Song Suqing allà, van incendiar i va saquejar al llarg del camí de tornada a Ningbo. Van segrestar un comandant de guarnició Yuan Jin (袁 璡) i van sortir al mar en vaixells confiscats. Una flotilla Ming va sortir en la seva persecució, comandada per Liu Jin (劉錦), el comissari regional contra el Wo (備 倭 都 指揮), però la comitiva Ōuchi els va derrotar en batalla i va donar mort al comandant.

## Conclusions
Un dels vaixells de Kendō Sōsetsu es va estavellar a la costa de Corea a causa d'una tempesta durant la seva escapada. La dinastia Joseon, aliada de la Xina Ming, va matar 30 tripulants i va capturar dos presoners, Nakabayashi (中 林) i Magotaro (望 古 多 羅), que van ser lliurats a la Xina. Un cop allà, Nakabayashi i Magotaro van ser objecte d'una investigació, juntament amb Song Suqing. Aquest va afirmar que els Ōuchi havien robat el seu carregament, no deixant-los més remei que utilitzar els articles antics; tanmateix, el Ministeri de Rituals va considerar que les paraules de Song Suqing eren poc fiables. El 1525, tots tres van ser condemnats a mort, però tots foren abandonats i van morir a la presó abans que es dugués a terme la sentència. Un enviat de Ryukyu va rebre la instrucció de transmetre un missatge al Japó instant a la rendició de Kendō Sōsetsu i al retorn de Yuan Jin i d'altres habitants de la costa en captivitat; d'altra manera, la Xina tancaria els seus ports al Japó i consideraria una expedició punitiva.
La investigació xinesa també va destapar l'abast de la corrupció que suposava el comerç exterior per part de Lai En i els seus seguidors. Per aquestes raons, el port de Ningbo va estar tancat al comerç exterior, però Lai En va mantenir el seu càrrec fins al 1527 i va ampliar els seus poders per afrontar emergències militars. Tot i que el Japó va continuar enviant flotes tributàries a Ningbo, només dues més (enviades pels Ōuchi) foren rebudes: la de 1540 i la de 1549. després, la caiguda de la família Ōuchi acabaria amb el comerç oficia Ming-Japó.
La finalització del comerç exterior a Ningbo va fer que comerciants locals que desitgessin comerciar amb els japonesos i altres estrangers es dediquessin a la negociació il·legal a les illes allunyades de la costa com Shuangyu. Alguns comerciants xinesos i famílies influents van començar a deure grans sumes de diners als agents estrangers com a conseqüència d'aquest comerç no regulat, que intentaran esborrar informant les autoritats sobre els centres comercials il·legals per tal que aquestes els tanquessin per la via militar. Per protegir els seus béns i recuperar les seves pèrdues, els participants del comerç exterior es van armar contra l'exèrcit Ming i es van dedicar a la pirateria i el contraban. Això va conduir a les incursions generalitzades de wokou de Jiajing, que van terroritzar la costa de la Xina als anys 1550.